# Закрос
За́крос (греч. Ζάκρος) — деревня в Греции на восточном побережье Крита в 38 км к востоку от города Сития. Входит в общину (дим) Сития в восточной части периферийной единицы Ласитион в периферии Крит. Население 640 жителей по переписи 2011 года. Важнейший археологический объект Крита, в Закросе находятся руины построек минойской цивилизации, в том числе одного из критских дворцов. Считается, что Закрос был одним из четырёх административных центров древнего Крита, а его стратегическое положение и хорошо укреплённая гавань делали город важнейшим торговым центром, ориентированным на Малую Азию.
Власть в городе принадлежала владыкам дворца в Закросе, построенного около 1900 г. до н. э. Примерно в 1600 году до н. э. дворец был перестроен и просуществовал еще 150 лет, до 1450 г. до н. э. В это время дворец и город были разрушены, как и остальные главные центры минойской цивилизации, за исключением Кносса. В настоящее время руины дворца являются достопримечательностью Крита и привлекают множество туристов.

## География
Закрос и Като-Закрос пересекает знаменитое «ущелье мёртвых», прозванное так из-за многочисленных захоронений, обнаруженных в расположенных вдоль него пещерах.
Дорога в Закрос туда проходит через деревню Палекастрон, где поворачивает на юг. Асфальтированная дорога заканчивается в Като-Закросе.

## Археология
Первым археологом, работавшим в Закросе, был Дэвид Джордж Хогарт с экспедицией Британской археологической школы в Афинах. Экспедицией было открыто 12 построек. В 1961 году раскопки продолжил Николас Платон, который обнаружил дворец. Было найдено несколько глиняных табличек Линейного письма А. Также археологи нашли древний лабиринт, похожий на лабиринты в Кноссе и Фесте.

## Общинное сообщество Закрос
В общинное сообщество Закрос входят 9 населённых пунктов. Население 747 жителей по переписи 2011 года. Площадь 60,008 квадратных километров.
| Наименование | Население (2011), человек |
| ------------ | ------------------------- |
| Айос-Еорьос  | 4                         |
| Адравасти    | 29                        |
| Азокерамос   | 14                        |
| Закрос       | 640                       |
| Като-Закрос  | 20                        |
| Келария      | 10                        |
| Клисидион    | 2                         |
| Ксерокамбиас | 28                        |
| Сфака        | 0                         |

## Население
| Год  | Население, человек |
| ---- | ------------------ |
| 1991 | 750                |
| 2001 | 753                |
| 2011 | ↘ 640              |

## Внешние ссылки
- Като-Захрос. weltrav.narod.ru. Дата обращения: 22 августа 2017.
- Archaeological site in Zakros (англ.). Ministry of Culture and Sports. — Страница на сайте Министерства культуры Греции. Дата обращения: 22 августа 2017.
- Дворец Закрос. archi.1001chudo.ru. Дата обращения: 22 августа 2017.